# Julia Butterfly Hill
Julia Butterfly Hill (Missouri, 18 de fevereiro de 1974), nascida Julia Lorraine Hill é uma ativista e ambientalista norte-americana. Julia ficou conhecida por ter vivido no alto de uma sequoia de 55 m de altura e cerca de 1500 anos (idade baseada na contagem dos anéis de um exemplar próximo de uma sequoia um pouco menor que havia sido cortada) por 738 dias entre 10 de dezembro de 1997 e 18 de dezembro de 1999. Julia morou na árvore, carinhosamente conhecida como "Luna", para evitar que a madeireira Pacific Lumber Company a derrubasse. Ela é a autora do livro The Legacy of Luna e é co-autora de One Makes the Difference. Ela é vegana.

## What's Your Tree
Com base na história da ação de Julia Butterfly Hill em defesa da sequoia conhecida como Luna, foi criado em 2006 o projeto "What's Your Tree", por uma equipe de que faziam parte, além da própria Julia Butterfly, organizadores comunitários, líderes do mundo dos negócios e educadores. Foram estudados desde modelos de engajamento cívico de grandes igrejas dos EUA e negócios online a grupos de organização política e social, que serviram como base para o projeto na construção de comunidades.
Tendo como público alvo as pessoas que se sentiram inspiradas pela ação de Julia e as que buscam um foco para suas vidas, o objetivo do projeto é ajudar os participantes a encontrar o propósito capaz de movê-los à ação engajada, e ao mesmo tempo a construir grupos e redes sociais em suas comunidades, fortalecendo assim a capacidade de ação coletiva para a mudança social.
O projeto se baseia na crença de que todas as pessoas são capazes de agir e mudar o mundo, desde que encontrem em si mesmos a causa que os motiva para essa ação corajosa - o que no contexto do programa é chamado de "árvore" pessoal, em alusão à sequoia Luna como motivação para a ação de Julia Butterfly.
O projeto já tem grupos nos Estados Unidos, Canadá, Japão, Colômbia, México e Itália. No Brasil, as primeiras reuniões ocorreram em 2010 em São Paulo As primeiras reuniões do primeiro grupo começaram em abril de 2011.
"What's Your Tree" é um dos projetos da organização The Engage Network.